# Eckerich bei Fritzlar
Eckerich bei Fritzlar este o arie protejată (arie specială de conservare — SAC, sit de importanță comunitară — SCI) din Germania întinsă pe o suprafață de 26,6 ha, integral pe uscat.

## Localizare
Centrul sitului Eckerich bei Fritzlar este situat la coordonatele 51°07′54″N 9°15′29″E / 51.1317°N 9.2581°E.

## Înființare
Situl Eckerich bei Fritzlar a fost declarat sit de importanță comunitară în noiembrie 2004 pentru a proteja un număr necunoscut de specii din flora spontană și fauna sălbatică aflate în arealul zonei. Situl a fost protejat și ca arie specială de conservare în martie 2008.

## Biodiversitate
Situată în ecoregiunea continentală, aria protejată conține 1 habitat natural: Pajiști uscate seminaturale și facies de acoperire cu tufișuri pe substraturi calcaroase (Festuco-Brometalia) (* situri importante pentru orhidee).
La baza desemnării sitului se află un număr nedeclarat de specii protejate.
Pe lângă speciile protejate, pe teritoriul sitului au mai fost identificate 1 specie de plante, 5 specii de nevertebrate, 2 specii de reptile.